# ライラックプロモーション
合同会社ライラックプロモーション（英語表記：LILAC Promotion）は、日本の芸能事務所。所在地は東京都千代田区。
前身は屋号をライラックプロモーション（2007年10月より）として活動。カノックスフィルム内に事務所を構える。2012年10月より法人化し現在に至る。
事業内容は、役者・グラビアアイドル・モデル・アーティストのマネージメント・育成・プロモーション、モデル・コンパニオンの派遣、映像・舞台・イベント・ライブ等の制作など。

## 所属タレント・モデル・アーティスト

### 俳優・モデル・タレント
- 山際海斗（業務提携）
- いなばなつ
- 西澤翔吾
- 西松紫帆
- 高岩明良
- 咲田雄作
- 菊乃シオリ

### バンド・シンガー・アーティスト
- MADKID（業務提携）
- 真氣（業務提携）
- 烈風金魚
- 仲街よみ
- B.B.WARA

### ダンサー
- WA-KU
- HoKUTo

### 作家・文化人
- 岡野桂子（美ジュエルアーティスト）
- KAIKA（脚本家、作詞家）
- 小森広翔/Lab.（楽曲プロデューサー）

## かつて所属していたタレント・モデル・アーティスト
- 黒崎えりか
- 赤城アリア
- エリザ
- 都影（バンド）
- 山下聖良
- 天野美希
- 村山裕仁
- 時田愛梨（旧芸名：とっきー）
- 薗内茜
- 久保田南美
- 叢雲〜murakumo〜（バンド）
- 伊東紗良
- 千住晃太
- 菅井夕華